# Johannes Prinz (Philologe)
Johannes Prinz (geboren 1886; gestorben 1943) war ein deutsch-südafrikanischer Philologe. 

## Leben
Johannes Prinz studierte Germanistik und Anglistik bei Alois Brandl und Gustav Roethe an der Friedrich-Wilhelms-Universität zu Berlin.  Prinz wurde 1923 Hochschullehrer für Germanistik an der Universität Kapstadt. 1926 heiratete er die Malerin Irma Stern, die Ehe wurde 1934 geschieden. Prinz wurde 1927 mit einer Dissertation über John Wilmot, Earl of Rochester promoviert. 1932 veröffentlichte er eine Geschichte des württembergischen Kapregiments. Er wurde 1937 emeritiert. 

## Schriften (Auswahl)

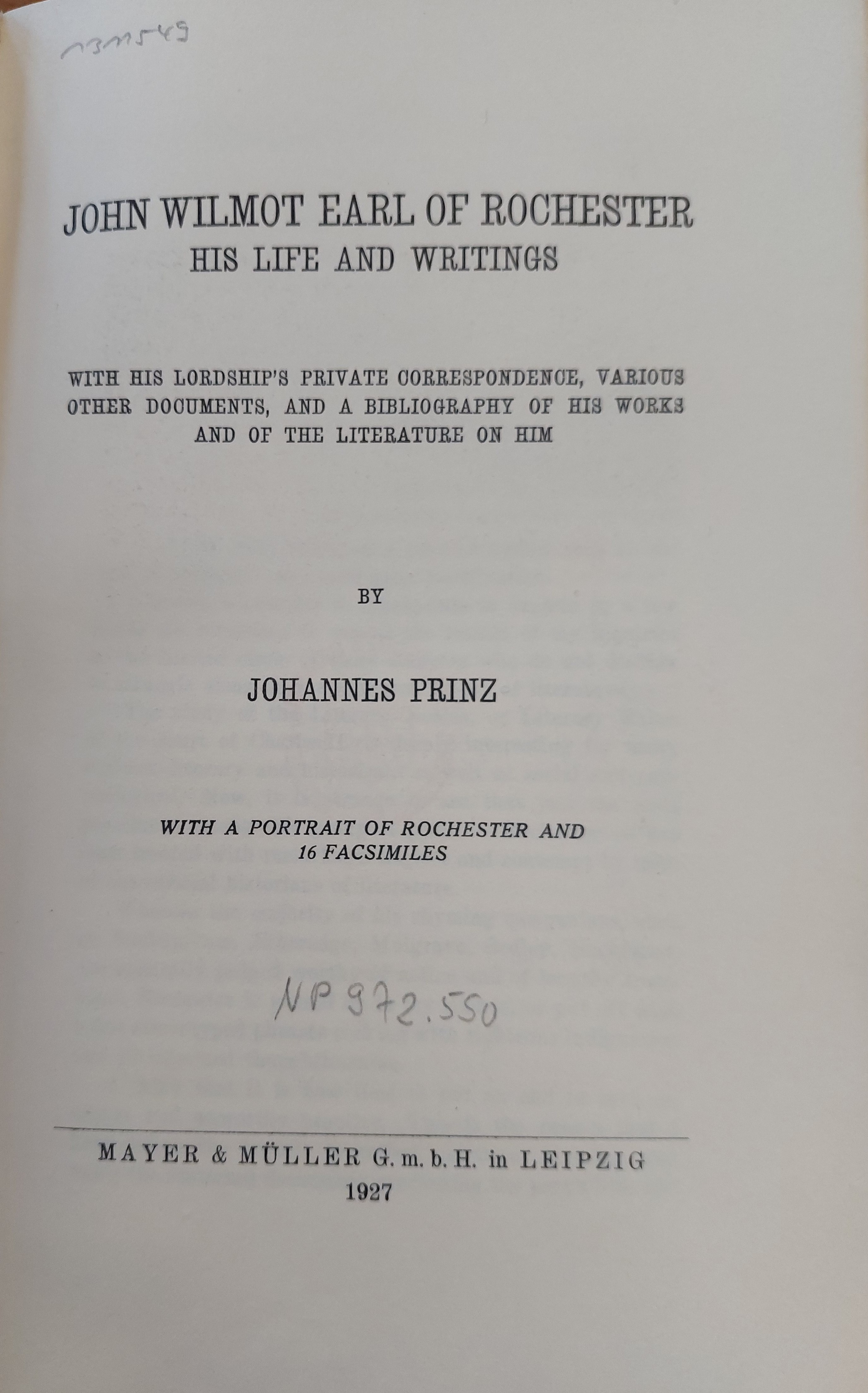
John Wilmot (1927)

- A tale of a prioress and her three wooers. Berlin: Felber, 1911
- Rochesteriana: being some anecdotes concerning John Wilmot, Earl of Rochester. Leipzig: Privatdruck, 1925
- John Wilmot earl of Rochester his life and writings with his lordship's private correspondence, various other documents, and a bibliography of his works and of the literature on him. Leipzig: Mayer & Müller, 1927
- Das württembergische Kapregiment 1786–1808 : Die Tragödie einer Söldnerschar. Nach den Akten dargestellt unter Benützung des von L. Roser bearbeiteten württembergischen Archivmaterials. Stuttgart: Strecker & Schröder, 1932